# 果糖-1-磷酸
果糖-1-磷酸（英語：Fructose-1-phosphate）是一种果糖的衍生物，主要由肝果糖激酶产生，但也有较少的量在小肠粘膜和肾小管的近端上皮生成。